# 马来西亚海上丝绸之路学会
马来西亚海上丝绸之路学会（简称海丝会）于2019年2月22日召开第一次会议，并遴选出新届理事。举办多项活动，并将中国青少年书画家交流展及2019第二届世界新丝绸之路论坛带到沙巴。